# Alfred Pollak (Silberschmied)
Alfred Pollak (* 19. März 1852 Prašno-Oujezd, Bezirk Hořovice; † 12. April 1909 in Prag) war ein tschechischer Silberschmied und k.u.k. Hoflieferant mit verarbeitenden Betrieben in ganz Österreich-Ungarn. Der Hauptsitz seiner Silbermanufaktur war in Prag.

## Geschichte

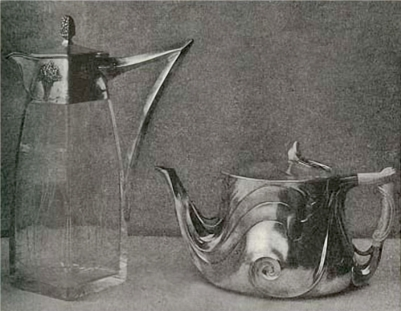
Weinkaraffe von C. Ehrentraut und Teekanne von Franz Barwig hergestellt von Alfred Pollak (1902)

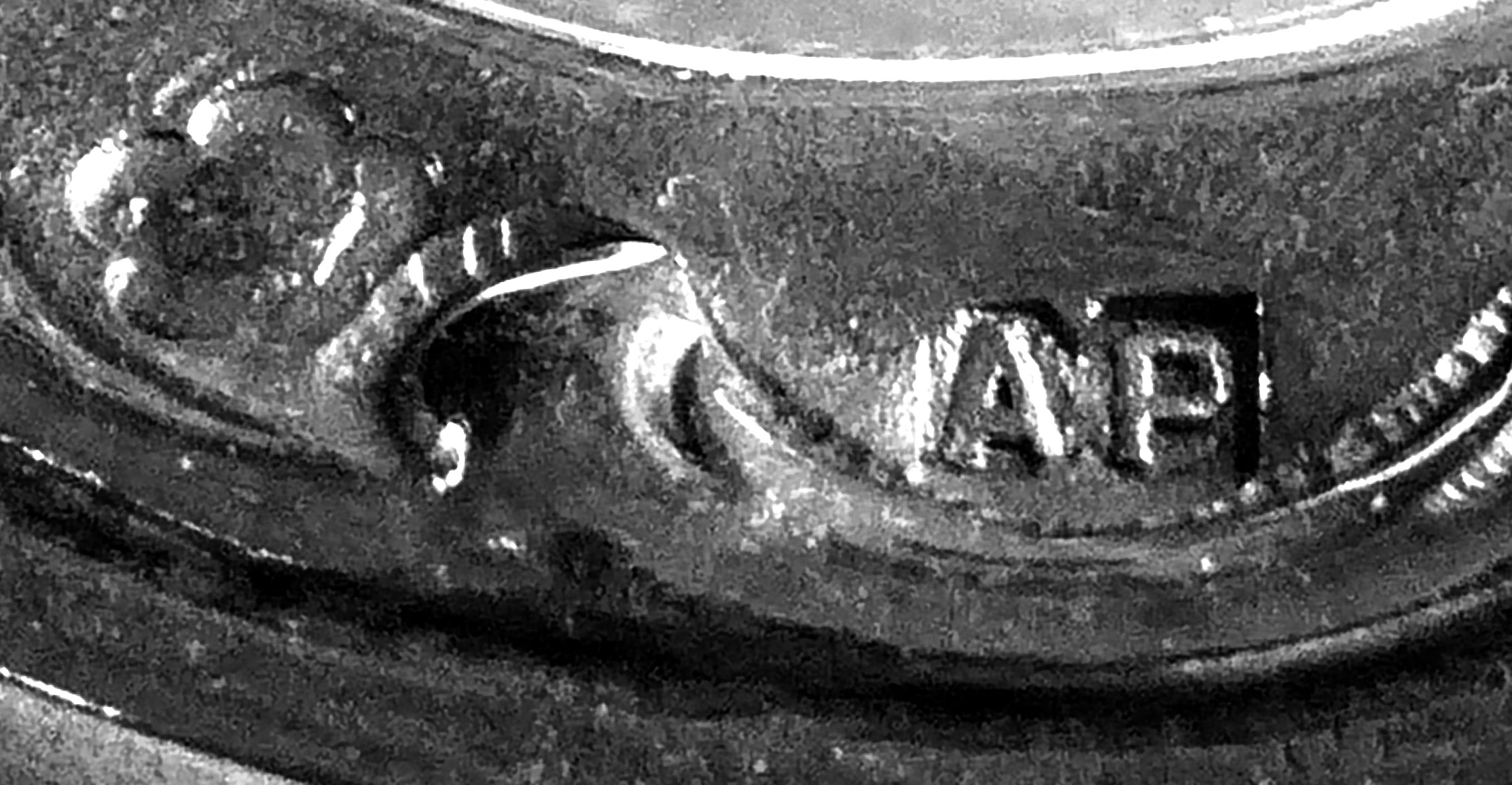
Meisterzeichen AP; Wien vor 1922

Alfred Pollak gründete 1878 eine gleichnamige Silbermanufaktur in Böhmen und konnte durch Fleiß und seinen fachmännischen Kenntnissen das anfänglich kleine Unternehmen rasch zu einem bedeutenden Unternehmen ausgestalten.
Im Jahre 1892 erfolgte die Angliederung einer Zweigniederlassung in Budapest und im Jahre 1896 die Gründung einer Filiale in Wien.
Seine Firma hat das Ansehen der österreichischen Silberwaren-Industrie auch im Auslande zu Ehren gebracht, denn sie hat sich dank der vielgestaltigen Art und der kunstvollen Ausführung ihrer Erzeugnisse für diese den Export nach allen Staaten des Kontinents gesichert. Auf allen größeren Ausstellungen, an denen sie sich nicht „hors concours“ beteiligte, wurden ihre Fabrikate mit den höchsten Preisen ausgezeichnet, und wiederholt hatte speziell Kaiser Franz Joseph Gelegenheit, über die Leistungsfähigkeit dieses Etablissements seine volle Anerkennung auszusprechen. Zum Kundenkreis gehörten nicht nur das gehobene Bürgertum und der Adel, sondern auch der kaiserliche Hof. Auf Grund der hohen Qualität der Produkte und der Verdienste wurde Alfred Pollak zum k.u.k. Hoflieferanten ernannt, sein Unternehmen durfte sich „k.u.k. Hof-Silberwarenfabrik“ nennen.
Im Rahmen des heimischen Kunstgewerbes stand die Firma Alfred Pollak mit in allererster Reihe. Zur Zeit der Jahrhundertwende entstanden auch unter der Regie namhafter Entwerfer (z. B. Hans Bolek, Franz Barwig und Rudolf Hammel, Ernst Lichtblau und Nechansky) künstlerisch hochwertige Produkte. Die von Künstlern ihres Ateliers entworfenen und künstlerisch ausgeführten Gebrauchs- und Luxusgegenstände unterschiedlicher Genres fanden sich vorwiegend auf silberne Essbestecke, Girandolen (Kerzenleuchter), Kaffee und Teeservice sowie Karaffen mit Silbermontierung, auch silberne Ehrengeschenke wie Statuen, und Schmuck.
Alfred Pollak starb nach kurzem Leiden im 57. Lebensjahr in Prag und wurde am neuen jüdischen Friedhof Prag-Straschnitz beigesetzt. Er hinterließ seine Frau Bertha Pollak, geborene Fürth (* 20. Dezember 1852 in Sušice; † 7. Oktober 1942 im KZ Theresienstadt) und seine Tochter Maria Mizzi Pollak (* 1883; † 1942), verheiratet mit Viktor Kolischer, Mitbesitzer einer Silberschmiedefirnma.
Das Unternehmen wurde verkauft und durch die neuen Inhaber Arthur und Waldemar Busch weitergeführt. Zu ihren besten Zeiten hatte die Manufaktur 50 Mitarbeiter. Der Erste Weltkrieg und der Zusammenbruch der Monarchie 1918 riss den traditionellen Absatzmarkt auseinander, da neue Staatsgrenzen gezogen wurden und dies die Arbeit des Unternehmens erschwerte. Die Firma wurde 1922 aus dem Handelsregister gelöscht.
Einige Beispiele der handwerklichen Kunst dieser Firma befinden sich in namhaften Museen, wie zum Beispiel das Museum für angewandte Kunst in Wien oder das Militär- historisches Museum in Prag. Auf Auktionen erzielen die Produkte der Silberwarenfabrik Pollak hohe Preise und sind als Sammlerobjekte begehrt.